# Comisión de cine
Una comisión de cine  (en inglés film commission), también comisión cinematográfica, comisión fílmica o comisión de filmaciones, es una organización sin ánimo de lucro en la que el Gobierno de un país confía o transfiere competencia para la promoción de producciones audiovisuales nacionales e internacionales en su país. Ofrece toda la información que precisen para la realización de rodajes en un determinado lugar (incluyendo películas, televisión y anuncios). Con su trabajo promueven la industria audiovisual y la propia zona en la que opera.

## Introducción
Existen más de 350 organizaciones activas en más de cuarenta países de todo el mundo, sobre todo en los Estados Unidos y Europa. 
Su labor se basa en apoyar a los cineastas o productores en la búsqueda de localizaciones de rodaje en los ámbitos territoriales de cada comisión cinematográfica. De igual forma, promueven e incentivan el desarrollo de una industria cinematográfica en sus respectivos países. Suelen ser oficinas sin ánimo de lucro vinculadas a los ayuntamientos locales, con la intención de promocionar la cultura y los sitios del ámbito territorial de cada comisión cinematográfica.